# 当雄站
当雄站（藏語：འདམ་གཞུང་འབབ་ཚུགས་，威利转写：'dam gzhung 'bab tshugs）位于中国西藏自治区拉萨市当雄县，青藏公路以西，海拔4293米，于2006年7月1日启用。该站为青藏铁路的客货两用车站，由中国铁路青藏集团营运。

## 车站设施
当雄站全长1520米，共有7条股道，设有观景台。站房设计以白色为主，布局呈斜体品字形。

## 使用情况
当雄站是青藏铁路的客货两用车站，有14列旅客列车经过此站，其中6列停靠此站，主要为拉萨到发的各类旅客列车。

## 历史
- 2006年7月1日：当雄站建成启用。